# Олах, Иштван
Иштван Олах (венг. Oláh István; 16 декабря 1926, Надудвар, Венгрия — 15 декабря 1985, Будапешт, Венгрия) — венгерский государственный деятель, министр обороны Венгерской Народной Республики (1984—1985), генерал армии.

## Биография
В 1945 г. прервал получение педагогического образования, став добровольцем в новой венгерской армии. В том же году вступил в ряды Венгерской коммунистической партии. Зимой 1945 г. ушел из армии в звании капрала, в 1947 г. окончил кальвинистский колледж, получив степень преподавателя. После чего стал секретарем Венгерского Демократического союза молодежи и партийным работником.
В 1947 г. снова пришел в армию добровольцем. В 1949 г. окончил Военную академию им. Кошута, в 1952 г. — курсы высших офицеров при Военной академии, в 1964 г. — курсы повышения квалификации в советской Высшей военной академии им. К. Е. Ворошилова.
- 1954—1957 гг. — на различных командных должностях, затем — командовал Вторым военным училищем, академическим учреждением,
- 1966—1973 гг. — начальник учебного управления Венгерской народной армии,
- 1973—1984 гг. — заместитель министра обороны, начальник Генерального штаба Венгерской народной армии,
- 1984—1985 гг. — министр обороны Венгерской Народной Республики.

С 1975 г. — член ЦК ВСРП.

## Конспирологическая теория об устранении четырёх министров
Смерть 58-летнего Олаха наряду с кончиной ещё трёх глав оборонных ведомств стран-участниц Варшавского договора: СССР — Д. Ф. Устинова (20 декабря 1984 года в возрасте 76 лет), ЧССР — Мартина Дзура (15 января 1985 года в возрасте 65 лет) и ГДР — Хайнца Гофмана (2 декабря 1985 года в возрасте 75 лет) порождали предположения СМИ о специально проведённой акции западных спецслужб по устранению сторонников силового решения «польской проблемы». При этом телеканал ТВ Центр в 2014 году для придания достоверности этой конспирологической теории допустил подтасовку фактов и назвал месяцем смерти всех четырёх министров от «тех же симптомов» — декабрь 1984 года.